# Ахкиооя
Ахкиооя — река в Мурманской области России. Протекает по территории Кандалакшского района. Правый приток реки Тунтсайоки.
Длина реки составляет 13 км.
Берёт начало в болотах близ горы Элъянтунтури на высоте 280 м над уровнем моря. Течёт по лесной болотистой местности. Проходит через озеро Ахкиоярви. Впадает в Тунтсайоки близ села Алакуртти в 34 км от устья. Населённых пунктов на реке нет. Через реку перекинут автомобильный мост на автодороге Алакуртти—Куолаярви.

## Данные водного реестра
По данным государственного водного реестра России относится к Баренцево-Беломорскому бассейновому округу, водохозяйственный участок реки — Ковда от Кумского гидроузла до Иовского гидроузла. Речной бассейн реки — бассейны рек Кольского полуострова и Карелии.
Код объекта в государственном водном реестре — 02020000512102000001075.